# فرناندو فرانکو
فرناندو فرانکو (اسپانیایی: Fernando Franco‎؛ زادهٔ ۱۹۷۶ میلادی) تدوین‌گر، کارگردان فیلم و فیلم‌نامه‌نویس اهل اسپانیا است. وی دانش‌آموختهٔ رشتهٔ «ارتباطات سمعی-بصری» در دانشگاه سویل است. او در سال ۲۰۱۴ برندهٔ جایزهٔ گویای بهترین کارگردان جدید شد.